# Liberato (album)
Liberato è il primo album in studio del cantante italiano Liberato, pubblicato il 9 maggio 2019.

## Tracce
1. Nove maggio – 3:41
2. Intostreet – 4:15
3. Je te voglio bene assaje – 4:03
4. Oi Marì – 4:16
5. Gaiola – 2:12 – rivisitazione in versione acustica di Gaiola portafortuna
6. Tu me faje ascì pazz' – 3:42
7. Guagliò – 3:19
8. Me staje appennenn' amò – 5:06
9. Nunn'a voglio 'ncuntrà – 7:06
10. Niente – 4:02
11. Tu t'e scurdat' 'e me – 4:02

## Capri Rendez-Vous
I brani inediti sono stati accompagnati da una serie di video scritti e diretti da Francesco Lettieri, che insieme vanno a comporre una videoserie dal titolo Capri Rendez-Vous (CRV). La serie racconta l'impossibile storia d'amore fra Marie, un'attrice francese che si trova a Capri per le riprese di un film, e Carmine, un ragazzo napoletano che lavora nella troupe. Iniziando nel 1966, la storia si sviluppa su un arco di 50 anni fino all'epoca contemporanea.

## Classifiche di fine anno
| Classifica (2023) | Posizione |
| ----------------- | --------- |
| Italia            | 74        |

| Recensione | Giudizio |
| ---------- | -------- |
| Ondarock   | 7,5/10   |
| Rockit     | Positivo |